# Sørvær (Nordland)
Pour les articles homonymes, voir Sørvær (Hasvik).
Sørvær est une localité du comté de Nordland, en Norvège.

## Géographie
Administrativement, Sørvær fait partie de la kommune de Bodø.